# Torso virile I
Il Torso virile I è un bozzetto per scultura in terracotta (h 23 cm) attribuito a Michelangelo, databile al 1513 circa e conservato a Casa Buonarroti a Firenze. 

## Storia e descrizione
L'opera si trova da tempo imprecisato in Casa Buonarroti. Negli inventari tardo-ottocenteschi risulta attribuita a Michelangelo, come ha confermato anche la maggior parte della critica moderna. Charles de Tolnay rilevò l'alta qualità dell'opera, con una rifinitura maggiore rispetto agli altri bozzetti nelle collezioni del museo fiorentino.
Si tratta di un corpo maschile nudo, privo di testa, gambe e braccia. Una torsione in avanti produce una contrazione nella muscolatura spiccata, con le spalle e il collo che suggeriscono un movimento rotatorio a spirale della figura. È stata messa in relazione con un progetto per un Prigione per il secondo progetto della tomba di Giulio II.